# Ałmasbiej Kczacz
Ałmasbiej Iwanowicz Kczacz (ros. Алмасбей Иванович Кчач, ur. 19 września 1958 w Barmiszi, zm. 17 kwietnia 2012 w Gagrze) – abchaski polityk, minister spraw wewnętrznych Abchazji w latach 1996–2003, Sekretarz Rady Bezpieczeństwa Abchazji w latach 2003–2005.

## Życiorys
Kczacz urodził się 19 września 1958 roku w wiosce Barmiszi w rejonie Gudauta. Jego rodzina miała korzenie tureckie. Ukończył studia prawnicze w Czeczeńsko-Inguskim Instytucie Pedagogicznym. Podczas wojny trwającej w latach 1992–1993 Kczacz był przedstawicielem Republiki Abchazji na Kaukazie Północnym.
W latach 1996–2003 jako generał milicji był także ministrem spraw wewnętrznych Abchazji i szefem ochrony prezydenta, Władisława Ardzinby. 8 maja 2003 roku zastąpił go Abesalom Bejia. W latach Kczacz 2003–2005 sprawował funkcję sekretarza Rady Bezpieczeństwa Abchazji.
W wyborach prezydenckich w 2009 roku Kczacz był kandydatem na wiceprezydenta przy Biesłanie Butbie, który ostatecznie zajął 4. miejsce, zdobywając 8,25% głosów.
22 lutego 2012 roku we wsi Kulanurchwa miał miejsce zamach na prezydenta Abchazji, Aleksandra Ankwaba. W ataku zginęło dwóch ochroniarzy, a dwóch kolejnych zostało rannych. Ankwab wyszedł bez szwanku z szóstego zamachu na swoje życie. 10 marca odbyła się pierwsza tura wyborów parlamentarnych, w których Kczacz startował z 8. okręgu jako kandydat Partii Rozwoju Gospodarczego Abchazji. Zajął 3. miejsce w okręgu, zdobywając 24,90% głosów.
12 kwietnia zatrzymano podejrzanych o wzięcie udziału w zamachu, a dwa dni później czterech z nich zostało aresztowanych. 17 kwietnia 2012 roku doszło do próby zatrzymania Ałmasbieja Kczacza, mieszkającego przy ulicy Abazgaa 63 w Gagrze. Według agencji Interfax, gdy mężczyzna dostrzegł funkcjonariuszy zmierzających do jego domu, zabarykadował się. Kiedy policjanci weszli przez okno, znaleźli na łóżku ciało Kczacza z raną postrzałową w głowie oraz pistolet. Prokurator generalny Abchazji uznał go za organizatora zamachu. W nocy z 17 na 18 kwietnia powiesił się jeden z aresztowanych za udział w ataku, Timur Chutaba. Inny podejrzany, Murtaz Sakanija, usiłował przeciąć sobie gardło podczas zatrzymania.
W maju 2012 roku rosyjski Narodowy Komitet Antyterrorystyczny (NAK) poinformował o skonfiskowaniu dużych ilości broni, materiałów wybuchowych i amunicji. Akcja została przeprowadzona 4 i 5 maja we współpracy z abchaską Służbą Bezpieczeństwa w związku z przygotowaniami do igrzysk olimpijskich w Soczi. Według Narodowego Komitetu Antyterrorystycznego za organizowaniem ataków terrorystycznych stał Emirat Kaukaski pod przywództwem Doku Umarowa. Aresztowano także trzech członków „Abchaskiego Dżamaatu”, którzy rzekomo byli powiązani z Kczaczem. Jeden z aresztowanych, pochodzący z rejonu Gudauta Edgar Czitanawa, był zatrzymany w 2007 roku pod zarzutem zamachu na Aleksandra Ankwaba. NAK o przygotowanie ataków w Soczi oskarżył gruziński wywiad. Ministerstwo Spraw Zagranicznych Gruzji uznało zarzuty za absurdalne.
W wywiadzie w 2015 roku Aleksander Ankwab, odrzucił oskarżenia wdowy po Ałmasbieju Kczaczu, Saidy Żanaa, jakoby zlecił zabójstwo jej męża.

## Życie prywatne
Kczacz był żonaty i miał czworo dzieci.

## Nagrody
- Order Honoru i Sławy III stopnia[2]